# Aryk

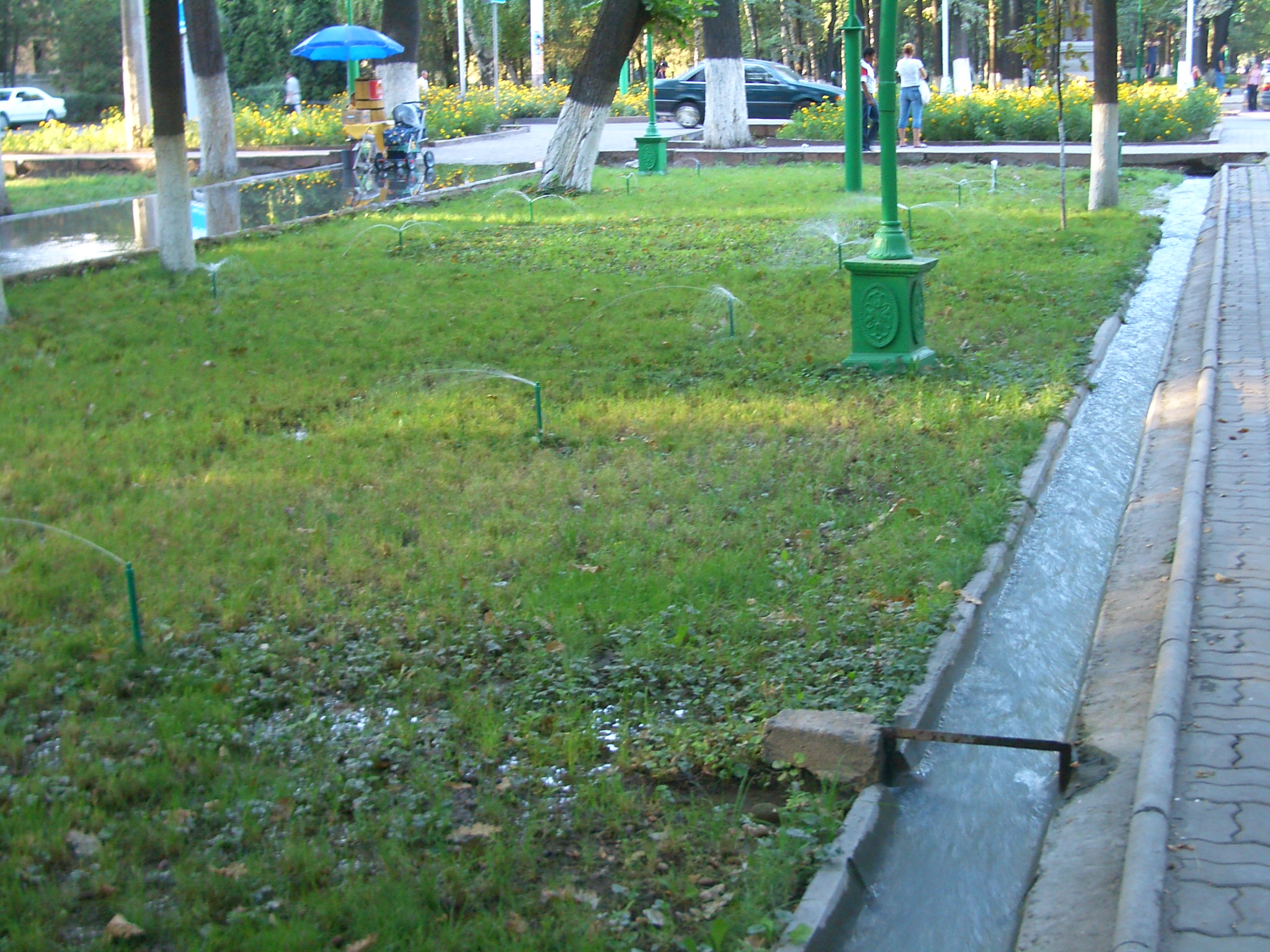
Le boulevard Erkindik à Bichkek, dont la végétation est irriguée par des aryks.

Un aryk (en turc : arık ; en russe : арык; en ouzbek oryq) est un petit canal d'irrigation largement utilisé en Asie centrale, région au climat aride. Les aryks sont souvent implantés à l'intérieur des zones urbaines (par exemple à Tachkent, capitale de l'Ouzbékistan) afin d'irriguer les arbres pendant les périodes estivales caractérisées par une quasi-absence de précipitations.